# 243 (số)
243 (hai trăm bốn mươi ba) là một số tự nhiên lẻ ngay sau 242 và ngay trước 244,có thể chia hết cho những số thuộc ước của 243 như 1,3,9,27,81,243.